# Einstrahlfotometer
Fotometer dienen der Aufnahme optischer Spektren. Sie bestehen aus einer Lichtquelle, einem Monochromator, einem Detektor, einem elektronischen Verstärker und einem Anzeigegerät.

## Kalibrierung
Da die Lichtquellen komplizierte Emissionsspektren haben und sich auch die Sensitivität des Detektors mit der Wellenlänge ändert, muss ein Fotometer vor der Messung kalibriert werden. Geschieht dies durch eine Vergleichsmessung ohne eine Probe, so spricht man von einem Einstrahlfotometer.

## Anwendungen
Fotometer werden unter anderem verwendet bei: Gasmesstechnik, Rauchgas-Analysator, Messverfahren für Luftschadstoffe, Chemische Analyse (Bestimmung von Stoffgehalt).